# Loka (gmina Tržič)
Loka – wieś w Słowenii, w gminie Tržič. W 2018 roku liczyła 363 mieszkańców.